# Janhova
Janhova je jednou z 21 vesnic, které tvoří občinu Apače ve Slovinsku. Ve vesnici v roce 2002 žilo 38 obyvatel.

## Poloha, popis
Rozkládá se v Pomurském regionu na severovýchodě Slovinska.
Sídlo leží v kopcovitém terénu, asi 6 km západně od Apače, správního centra občiny. Rozloha obce je 2,81 km² [zdroj?] a nadmořská výška zhruba 249 m.
Při severním okraji katastru protéká potok Plitvica.